# Eremippus weidneri
Eremippus weidneri är en insektsart som beskrevs av Demirsoy 1979. Eremippus weidneri ingår i släktet Eremippus och familjen gräshoppor. Inga underarter finns listade i Catalogue of Life.